# شرايين مثانية
شرايين مثانية (بالإنجليزية: Vesical arteries)‏‏ هي شرايين متعددة، تُزود المثانة والحالب الانتهائي. الشريانان الواضحان هما الشريان المثاني العلوي والشريان المثاني السفلى. ينبع الشريان المثاني العلوي من الشريان الحرقفي الغائر  وأحيانا من الشريان السري. أما  الشريان المثاني السفلى فينبع من الشريان الحرقفي الغائر وهو موجود في الذكور فقط. 